# 莱斯帕尔梅多克
莱斯帕尔梅多克（法語：Lesparre-Médoc，法語發音：[lɛspaʁ medɔk] ⓘ），法国西南部城市，新阿基坦大区吉伦特省的一个市镇，同时也是该省的一个副省会，下辖莱斯帕尔梅多克区，其市镇面积为36.97平方公里，2022年1月1日时人口数量为5,862人，在法国城市中排名第1,890位。
莱斯帕尔梅多克位于吉伦特省北部偏西，梅多克半岛北部腹地，是一个区域性的中心城市，纵贯梅多克的波尔多－滨海苏拉克铁路与多条公路在此交汇。

## 地名来源
“Lesparre”一名来源于高卢语“sparra”，意为“横梁”，可能与当地历史上的一座城墙有关；“Médoc”则为该区域的名称，自1936年起成为当地官方名称的一部分，其原名出自古典时期在此活动的梅杜勒人。
莱斯帕尔梅多克所处区域历史上曾通行加斯科涅方言，“Lesparre”和“Médoc”对应的奥克语拼写分别为“L'Esparra”和“Medòc”。

## 历史

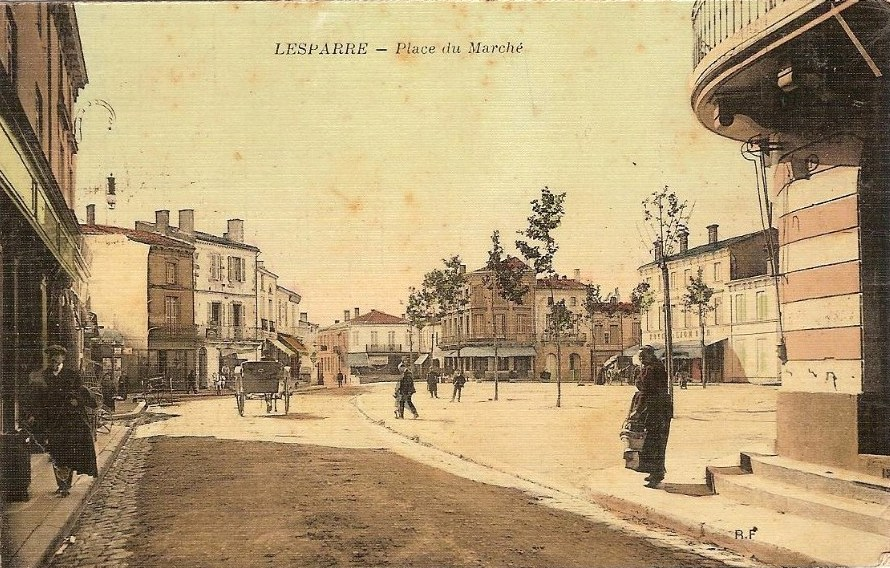
20世纪初的莱斯帕尔梅多克镇中心

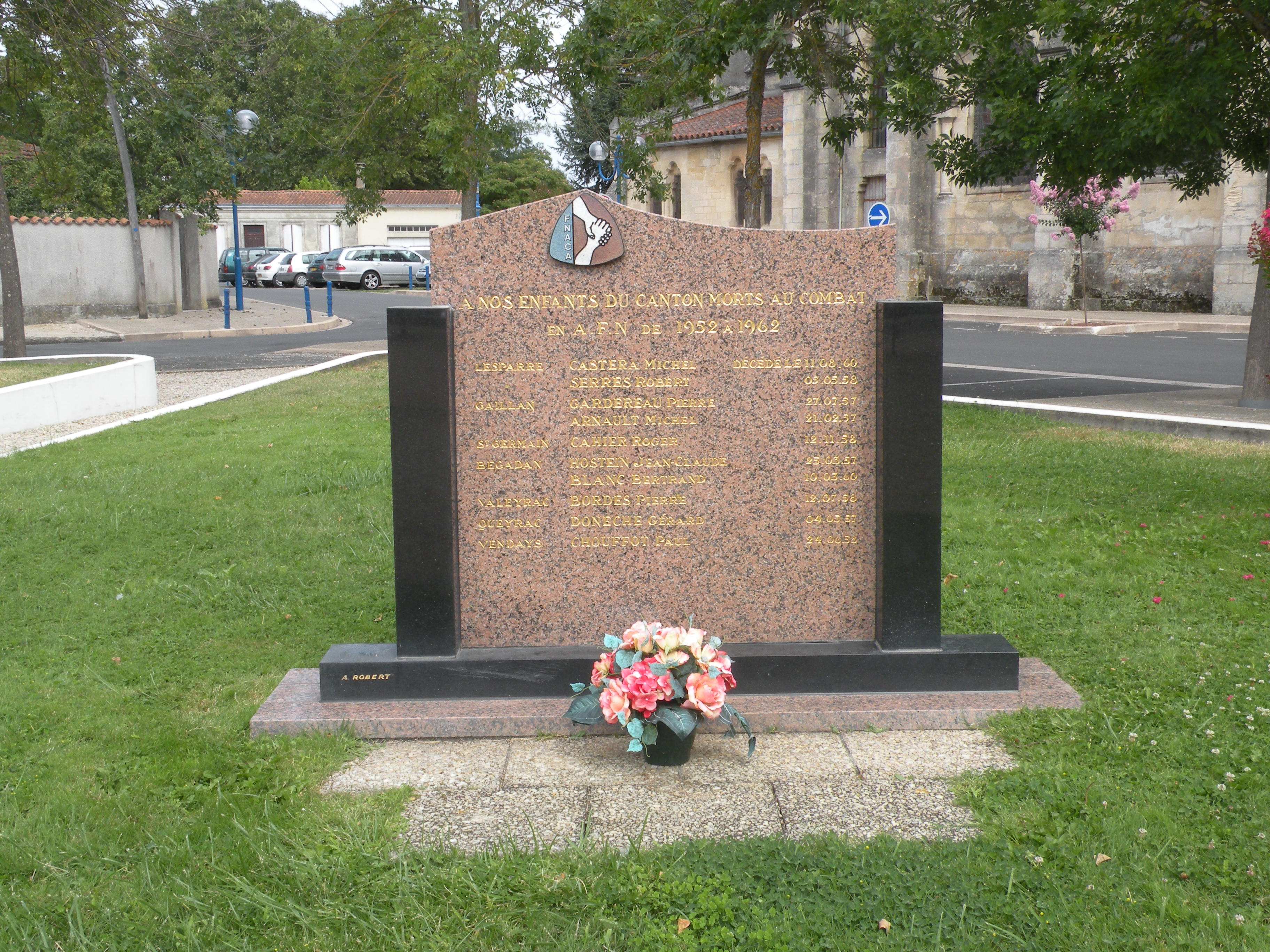
战争遇难者纪念碑

莱斯帕尔梅多克所处区域曾出土新石器时期的人类活动文物。古典时期，梅多克半岛西部尚未形成陆地，一条连接布尔迪加拉和梅迪利乌姆港（port de Métillium）之间的道路在罗马时期得以建成。中世纪初，梅迪利乌姆港逐渐形成聚落，成为莱斯帕尔的城市前身。中世纪时，莱斯帕尔长期为阿基坦及吉耶讷的一部分，当地领主曾继承男爵爵位。此外，吉伦特河口亦出现了渡口，这使得圣雅各之路的一条分支得以通过莱斯帕尔及梅多克半岛南下。12世纪时，莱斯帕尔出现了一处城堡。英法百年战争期间，莱斯帕尔曾被英格兰军队控制，1453年卡斯蒂永战役后，莱斯帕尔曾被包括阿尔布雷伯爵在内的多个家族争夺。中世纪末期，梅多克半岛西侧逐渐形成陆地，莱斯帕尔港口逐渐消失，这一地区的航运中心转至加龙河畔的波尔多。法国大革命后，莱斯帕尔成为吉伦特省的一个市镇，并自1793至1801年间为该省的一个地区行署，后改为副省会。1820年，于什（Uch）并入莱斯帕尔；1855年，圣特雷洛迪（Saint-Trélody）亦整体并入莱斯帕尔的市镇范围内。1865年，莱斯帕尔西部的部分区域被划离，并与多个相邻市镇共同组建成为了新市镇滨海诺雅克。途径莱斯帕尔的波尔多－滨海苏拉克铁路于1873年建成。1945年4月2日，为清剿被纳粹残余势力控制的下梅多克及鲁瓦扬地区，莱斯帕尔梅多克遭到联军的猛烈轰炸，当地多处建筑物被毁。20世纪中后期，随着葡萄酒种植和酿造以及旅游业的发展，莱斯帕尔梅多克的人口数量逐年增加，当地出现了多处新兴居民区。

## 地理

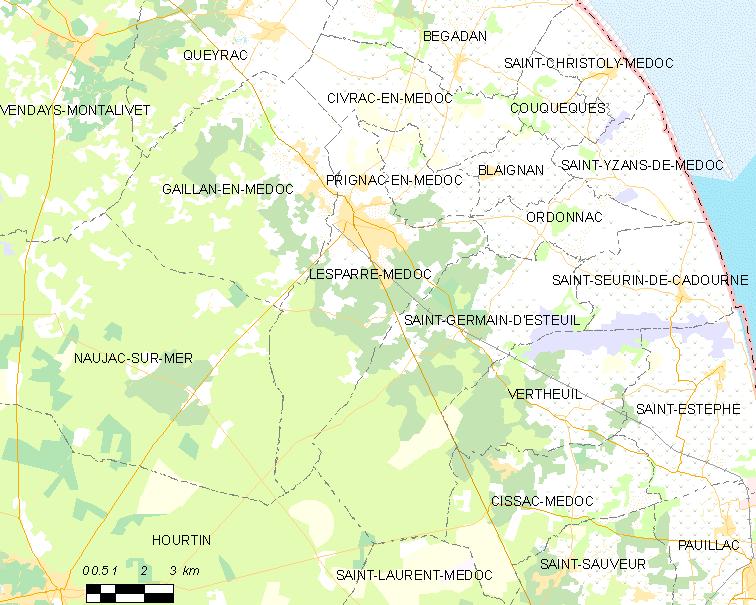
莱斯帕尔梅多克市镇范围地图

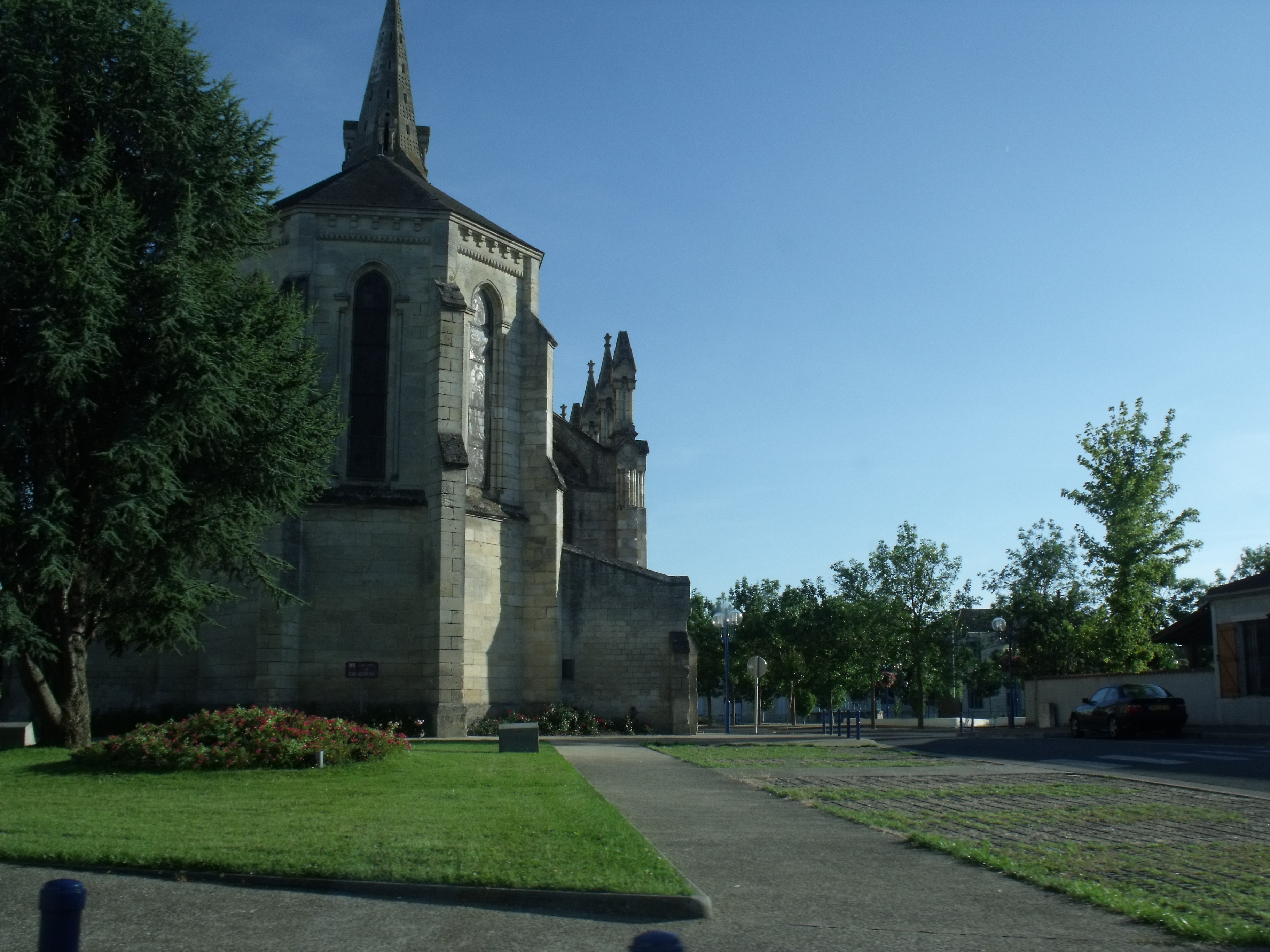
圣母升天教堂附近的绿地

莱斯帕尔梅多克位于法国西南部，新阿基坦大区西部和吉伦特省西北部，距离省会波尔多大约65公里。与莱斯帕尔梅多克接壤的市镇包括：梅多克地区加扬
、梅多克地区锡夫拉克、布莱尼昂-普里尼亚克、滨海诺雅克、奥尔多纳克、乌尔坦和圣日耳曼代斯特伊。

### 地形
莱斯帕尔梅多克位于梅多克半岛北部腹地，境内以平原为主，市镇中心地势平坦，全境海拔在7到34米之间。

### 水文
莱斯帕尔梅多克位于吉伦特河流域，莱尔诺雅勒（Jalle de Lherneau）自西南向北流经市中心，该河沿岸有多条人工水渠，共当地农业生产使用。

### 植被
莱斯帕尔梅多克属于温带阔叶混交林区，林地主要分布于市镇范围南部及西部的梅多克朗德地区。
在鲜花城市的评比中，莱斯帕尔梅多克暂未被评级。

### 气候
莱斯帕尔梅多克在柯本气候分类法中属于温带海洋性气候。
莱斯帕尔梅多克境内设有气象站，以下为该气象站的数据（其中日照数据取自波尔多气象站）：
| 莱斯帕尔梅多克1981年－2019年 | 莱斯帕尔梅多克1981年－2019年 | 莱斯帕尔梅多克1981年－2019年 | 莱斯帕尔梅多克1981年－2019年 | 莱斯帕尔梅多克1981年－2019年 | 莱斯帕尔梅多克1981年－2019年 | 莱斯帕尔梅多克1981年－2019年 | 莱斯帕尔梅多克1981年－2019年 | 莱斯帕尔梅多克1981年－2019年 | 莱斯帕尔梅多克1981年－2019年 | 莱斯帕尔梅多克1981年－2019年 | 莱斯帕尔梅多克1981年－2019年 | 莱斯帕尔梅多克1981年－2019年 | 莱斯帕尔梅多克1981年－2019年 |
| 月份                         | 1月                          | 2月                          | 3月                          | 4月                          | 5月                          | 6月                          | 7月                          | 8月                          | 9月                          | 10月                         | 11月                         | 12月                         | 全年                         |
| ---------------------------- | ---------------------------- | ---------------------------- | ---------------------------- | ---------------------------- | ---------------------------- | ---------------------------- | ---------------------------- | ---------------------------- | ---------------------------- | ---------------------------- | ---------------------------- | ---------------------------- | ---------------------------- |
| 历史最高温 °C（°F）          | 18.4 (65.1)                  | 23.6 (74.5)                  | 26.7 (80.1)                  | 31.5 (88.7)                  | 35 (95)                      | 38.4 (101.1)                 | 38.1 (100.6)                 | 40.9 (105.6)                 | 36.3 (97.3)                  | 31.5 (88.7)                  | 25 (77)                      | 22 (72)                      | 40.9 (105.6)                 |
| 平均高温 °C（°F）            | 10.2 (50.4)                  | 11.8 (53.2)                  | 15 (59)                      | 17 (63)                      | 21.5 (70.7)                  | 24.3 (75.7)                  | 26.3 (79.3)                  | 26.7 (80.1)                  | 24 (75)                      | 19.6 (67.3)                  | 13.8 (56.8)                  | 10.8 (51.4)                  | 18.4 (65.1)                  |
| 日均气温 °C（°F）            | 6.3 (43.3)                   | 7.2 (45.0)                   | 9.7 (49.5)                   | 11.6 (52.9)                  | 15.7 (60.3)                  | 18.4 (65.1)                  | 20.2 (68.4)                  | 20.3 (68.5)                  | 17.7 (63.9)                  | 14.5 (58.1)                  | 9.5 (49.1)                   | 7 (45)                       | 13.2 (55.8)                  |
| 平均低温 °C（°F）            | 2.5 (36.5)                   | 2.6 (36.7)                   | 4.4 (39.9)                   | 6.2 (43.2)                   | 9.9 (49.8)                   | 12.5 (54.5)                  | 14.1 (57.4)                  | 13.9 (57.0)                  | 11.4 (52.5)                  | 9.4 (48.9)                   | 5.2 (41.4)                   | 3.2 (37.8)                   | 7.9 (46.2)                   |
| 历史最低温 °C（°F）          | −17 (1)                      | −10.5 (13.1)                 | −10.3 (13.5)                 | −4.1 (24.6)                  | −0.1 (31.8)                  | 2.5 (36.5)                   | 6 (43)                       | 5 (41)                       | 2.2 (36.0)                   | −3.4 (25.9)                  | −7.5 (18.5)                  | −10.1 (13.8)                 | −17 (1)                      |
| 平均降水量 mm（）            | 91.1 (3.59)                  | 66.4 (2.61)                  | 62.7 (2.47)                  | 71 (2.8)                     | 62.7 (2.47)                  | 55.9 (2.20)                  | 51 (2.0)                     | 54 (2.1)                     | 70.8 (2.79)                  | 103.3 (4.07)                 | 113 (4.4)                    | 105.5 (4.15)                 | 907.4 (35.72)                |
| 月均日照時數                 | 96                           | 114.9                        | 169.7                        | 182.1                        | 217.4                        | 238.7                        | 248.5                        | 242.3                        | 202.7                        | 147.2                        | 94.4                         | 81.8                         | 2,035.7                      |
| 来源：infoclimat.fr          |                              |                              |                              |                              |                              |                              |                              |                              |                              |                              |                              |                              |                              |

## 行政区划
莱斯帕尔梅多克的市镇编号为33240，邮政编号为33340。
在行政管理方面，莱斯帕尔梅多克隶属于法国新阿基坦大区吉伦特省，同时也是该省的一个副省会，下辖莱斯帕尔梅多克区；在地方选举方面，莱斯帕尔梅多克是北梅多克县的中央投票站所在地，其市镇范围全境被划入吉伦特省第五选区；在社会管理方面，莱斯帕尔梅多克是梅多克半岛之心市镇公共社区的办公驻地。
法国国家统计与经济研究所（简称）在进行数据统计时，将莱斯帕尔梅多克及相邻的梅多克地区加扬设为莱斯帕尔梅多克城市核心区以及莱斯帕尔梅多克城市区。自2020年起，莱斯帕尔梅多克城市区被包含12个市镇的莱斯帕尔梅多克城市辐射区代替。此外，还将莱斯帕尔梅多克市镇整体看作一个“块区”（IRIS），以便于统计人口分布情况。

## 交通

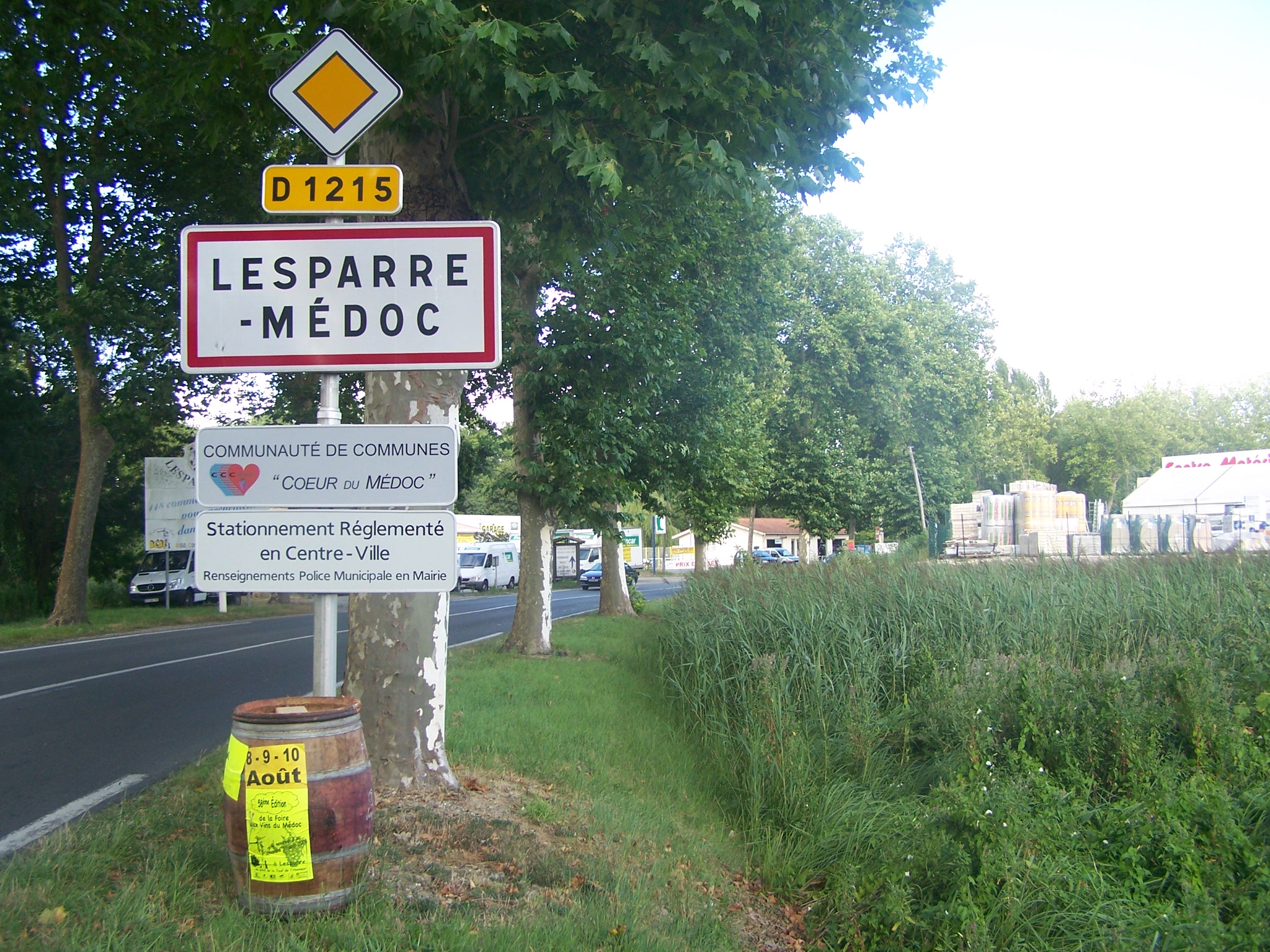
莱斯帕尔梅多克的入城路牌

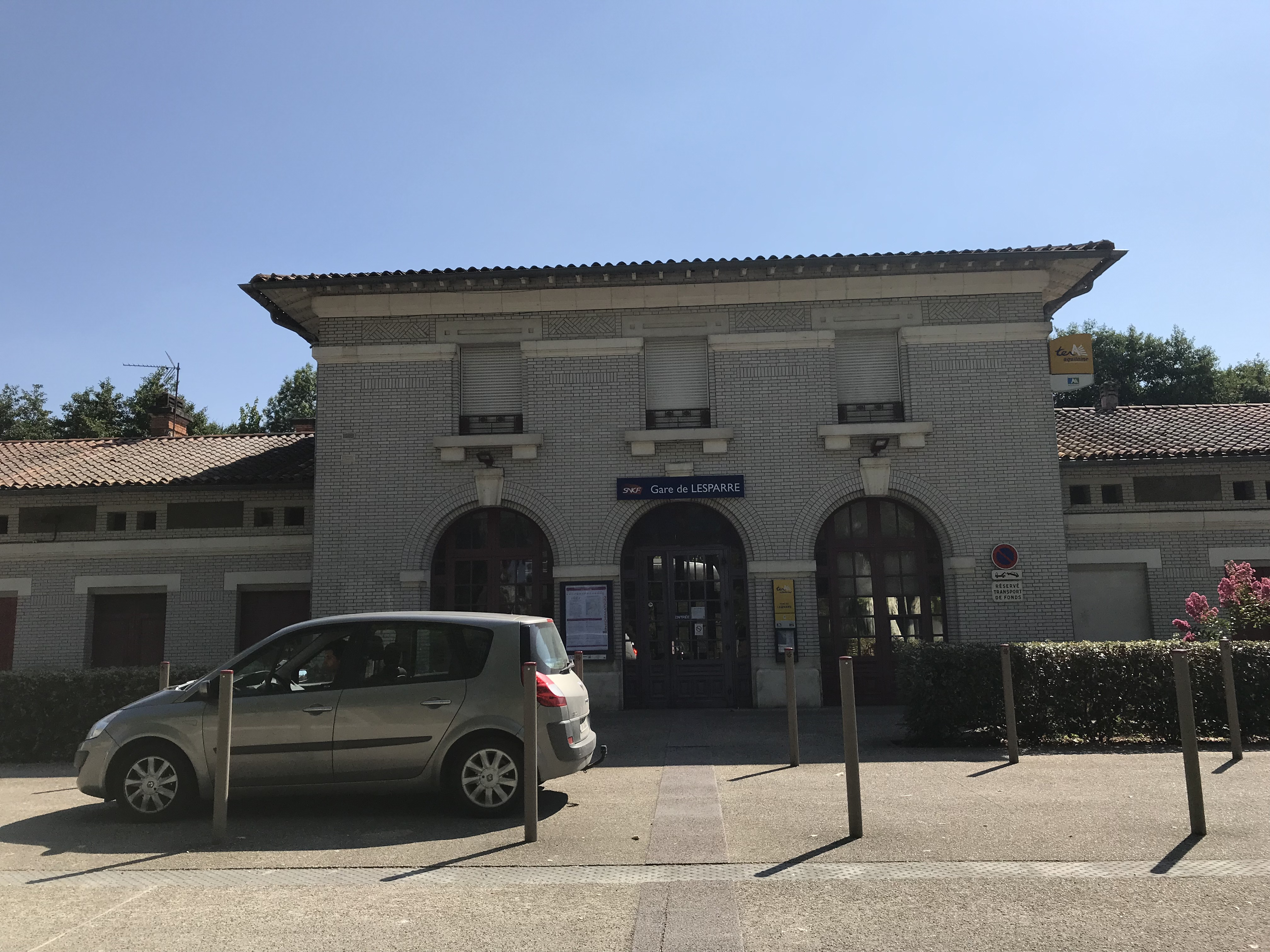
莱斯帕尔火车站

### 公路
多条吉伦特省省道在莱斯帕尔梅多克境内交汇。新阿基坦大区下属的城际客运提供巴士线路，可前往波尔多、乌尔坦等地。
| 7 | 57 |

| 8 | 57 |

| 波尔多 | 65 |

| 布吕日 | 60 |

2018年，67.3%的莱斯帕尔梅多克家庭拥有至少一辆私人汽车。2019年，莱斯帕尔梅多克境内共发生各类交通事故1起，造成1人受伤。

### 铁路
莱斯帕尔梅多克位于波尔多－滨海苏拉克铁路上。莱斯帕尔站位于市区西南部，停靠往返于波尔多和滨海苏拉克一线的区域列车。

### 航空
距离莱斯帕尔梅多克最近的民用航空站为波尔多-梅里尼亚克机场，距离莱斯帕尔梅多克市中心的公路里程约64公里。

### 城市公共交通
截至2022年6月，莱斯帕尔梅多克暂无城市公共交通系统。

## 政治

### 市政内阁

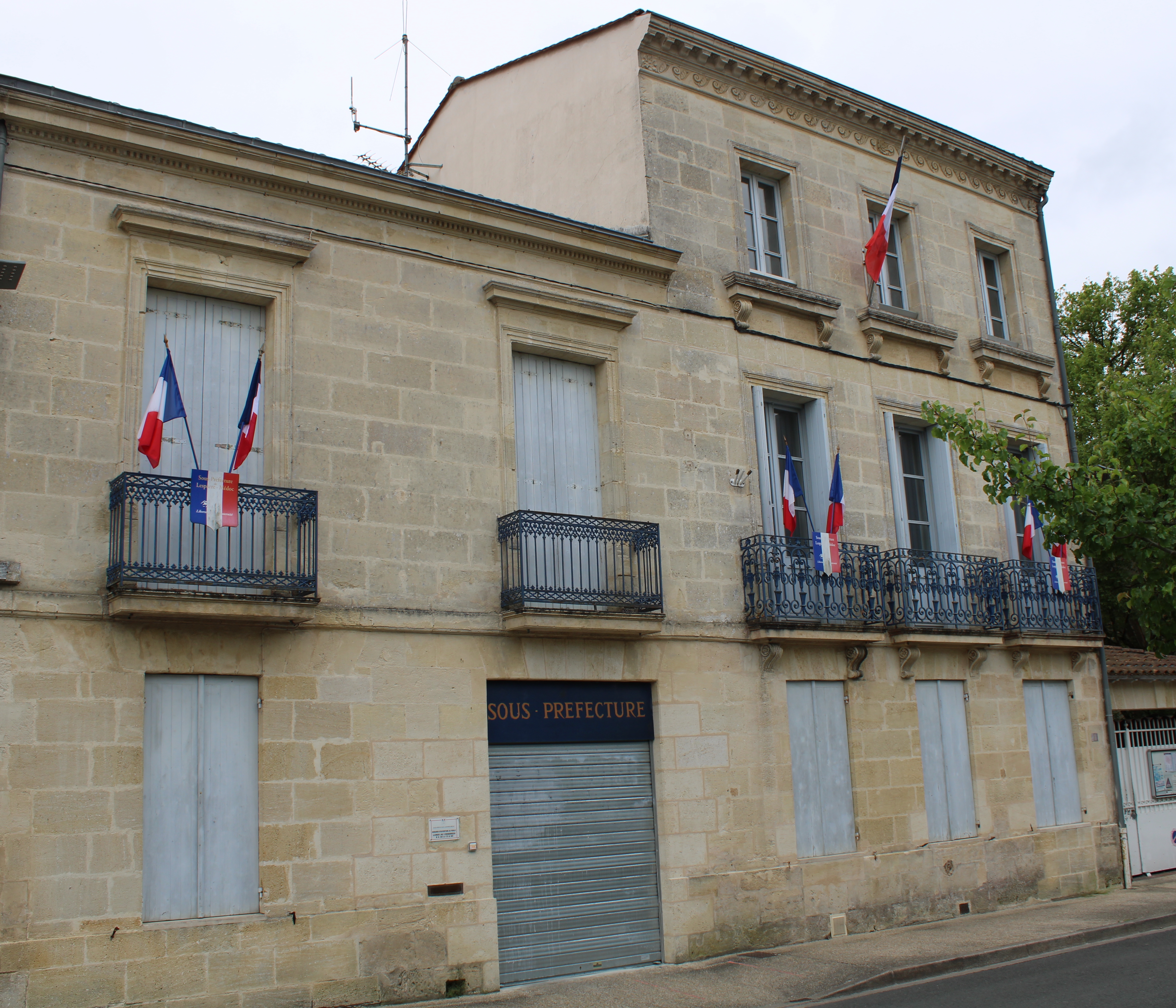
莱斯帕尔梅多克市政厅

莱斯帕尔梅多克的现任市长为贝尔纳·居伊罗先生（Bernard GUIRAUD），他是一名左翼无党派人士，在2020年的市政选举中获得了54.35%的支持率。
| 莱斯帕尔梅多克历届市长 | 莱斯帕尔梅多克历届市长         | 莱斯帕尔梅多克历届市长 |
| 任期                   | 市长                           | 党派                   |
| ---------------------- | ------------------------------ | ---------------------- |
| （1971年以前资料暂缺） |                                |                        |
| 1971年－1977年         | Norbert ANDRON 诺尔贝尔·昂德龙 | 無黨籍                 |
| 1977年－2008年         | Bernard PRÉVOT 贝尔纳·普雷沃   | PS社会党               |
| 2008年－               | Bernard GUIRAUD 贝尔纳·居伊罗  | DVG左翼无党派人士      |

### 各级选举
| 莱斯帕尔梅多克历届投票选举结果 | 莱斯帕尔梅多克历届投票选举结果 | 莱斯帕尔梅多克历届投票选举结果 | 莱斯帕尔梅多克历届投票选举结果 | 莱斯帕尔梅多克历届投票选举结果    | 莱斯帕尔梅多克历届投票选举结果 | 莱斯帕尔梅多克历届投票选举结果 | 莱斯帕尔梅多克历届投票选举结果    | 莱斯帕尔梅多克历届投票选举结果 | 莱斯帕尔梅多克历届投票选举结果 |
| 选举项目                       | 选举范围                       | 选区单位                       | 选区单位内的选举结果           | 选区单位内的选举结果              | 选区单位内的选举结果           | 选区单位内的选举结果           | 选区单位内的选举结果              | 选区单位内的选举结果           | 参考资料                       |
| 选举项目                       | 选举范围                       | 选区单位                       | 第一轮胜出者                   | 第一轮胜出者                      | 支持率                         | 第二轮胜出者                   | 第二轮胜出者                      | 支持率                         | 参考资料                       |
| ------------------------------ | ------------------------------ | ------------------------------ | ------------------------------ | --------------------------------- | ------------------------------ | ------------------------------ | --------------------------------- | ------------------------------ | ------------------------------ |
| 2017年法國總統選舉             | 法國                           | 市镇                           |                                | 玛丽娜·勒庞                       | 33.77%                         |                                | 埃马纽埃尔·马克龙                 | 50.41%                         | [ 32 ]                         |
| 2017年法国立法选举             | 吉伦特省第五选区               | 市镇                           |                                | 伯努瓦·西米扬                     | 27%                            |                                | 帕斯卡勒·戈特                     | 51.2%                          | [ 32 ]                         |
| 2019年欧洲议会选举             | 法國                           | 市镇                           |                                | 若尔当·巴尔代拉                   | 39.83%                         | （不适用）                     | （不适用）                        | （不适用）                     | [ 34 ]                         |
| 2021年法国省级选举             | 吉倫特省                       | 县                             |                                | 克洛埃·沙尼亚 格雷瓜尔·德富尔纳斯 | 35.33%                         |                                | 斯泰凡·勒博 米谢勒·桑图           | 52.59%                         | [ 35 ]                         |
| 2021年法国省级选举             | 吉倫特省                       | 市镇                           |                                | 克洛埃·沙尼亚 格雷瓜尔·德富尔纳斯 | 39.88%                         |                                | 克洛埃·沙尼亚 格雷瓜尔·德富尔纳斯 | 52.25%                         | [ 35 ]                         |
| 2021年法国大区选举             |                                | 市镇                           |                                | 埃德维热·迪亚兹                   | 36.94%                         |                                | 埃德维热·迪亚兹                   | 43.23%                         | [ 36 ]                         |
| 2022年法国总统选举             | 法國                           | 市镇                           |                                | 玛丽娜·勒庞                       | 36.19%                         |                                | 玛丽娜·勒庞                       | 59.92%                         | [ 32 ]                         |
| 2022年法国立法选举             | 吉伦特省第五选区               | 市镇                           |                                | 格雷瓜尔·德富尔纳斯               | 40.41%                         |                                | 格雷瓜尔·德富尔纳斯               | 62.95%                         | [ 32 ]                         |

## 人口
2019年，莱斯帕尔梅多克市镇人口数量为5,808，在法国排名第1,890位。其中男性2,724人，女性3,084人，75岁及以上人口占10.6%，外籍人口数量为310人，人口密度为157人/平方公里，当地居民被称为（男性）或（女性）。2020年，莱斯帕尔梅多克境内出生53人，死亡人口66人。
| 莱斯帕尔梅多克1901年－2019年人口变化情况 |
|                                          |
| 数据来源：Cassini、INSEE                 |

## 经济

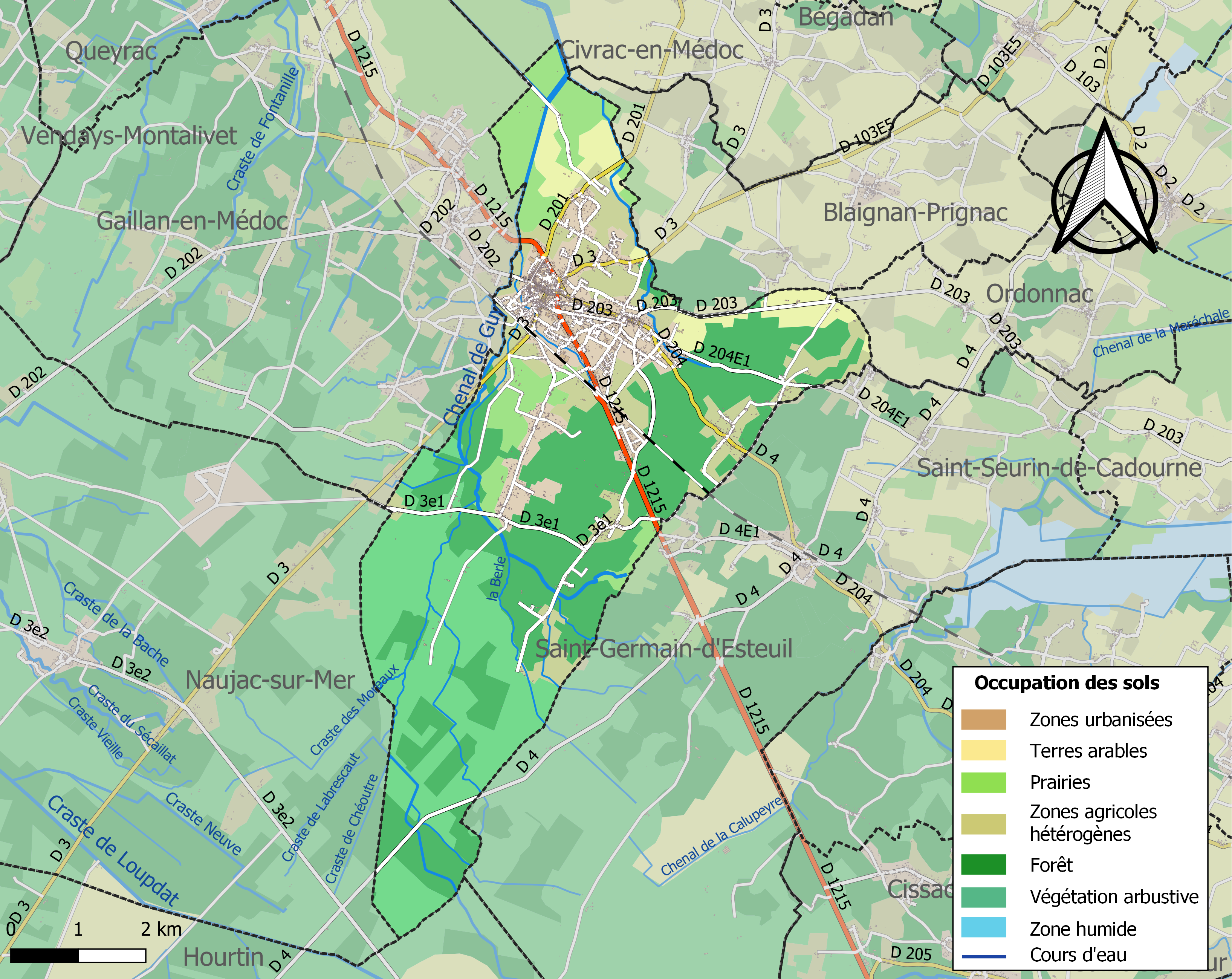
莱斯帕尔梅多克土地利用情况地图

莱斯帕尔梅多克是一个区域性的中心城市。截止2022年6月，莱斯帕尔梅多克市镇范围内共有各类用人单位（包含自雇）1,138家，平均历史为16年，其中98.54%为中小型企业（PME），2022年4月至6月间，当地的经济活力指数为0.88%。（汽修）、（木材）及（救援运输）是当地2021年营业额最高的三个企业，分别为3,022,234欧元、1,034,710欧元和551,991欧元。

## 财政与居民收入
2020年，莱斯帕尔梅多克的财政收入总额为6,238,100欧元，财政支出总额为5,895,250欧元，当年的债务总额为5,810,730欧元。2021年，莱斯帕尔梅多克共获得1,445,139欧元的国家财政补助，比上一年增加了1.04%。
2019年，莱斯帕尔梅多克的人均月收入总额为1,855欧元，其中高级职员为3,514欧元，低于法国平均水平（4,230欧元）；中级职员为2,279欧元，低于法国平均水平（2,411欧元）；普通职员为1,611欧元，亦低于法国平均水平（1,740欧元）。
2018年，莱斯帕尔梅多克境内的青壮年（15至64岁）失业率为23.0%，当地35.8%的家庭拥有纳税资格，平均纳税2,221欧元，低于法国平均水平（3,910欧元）。

## 社会事务

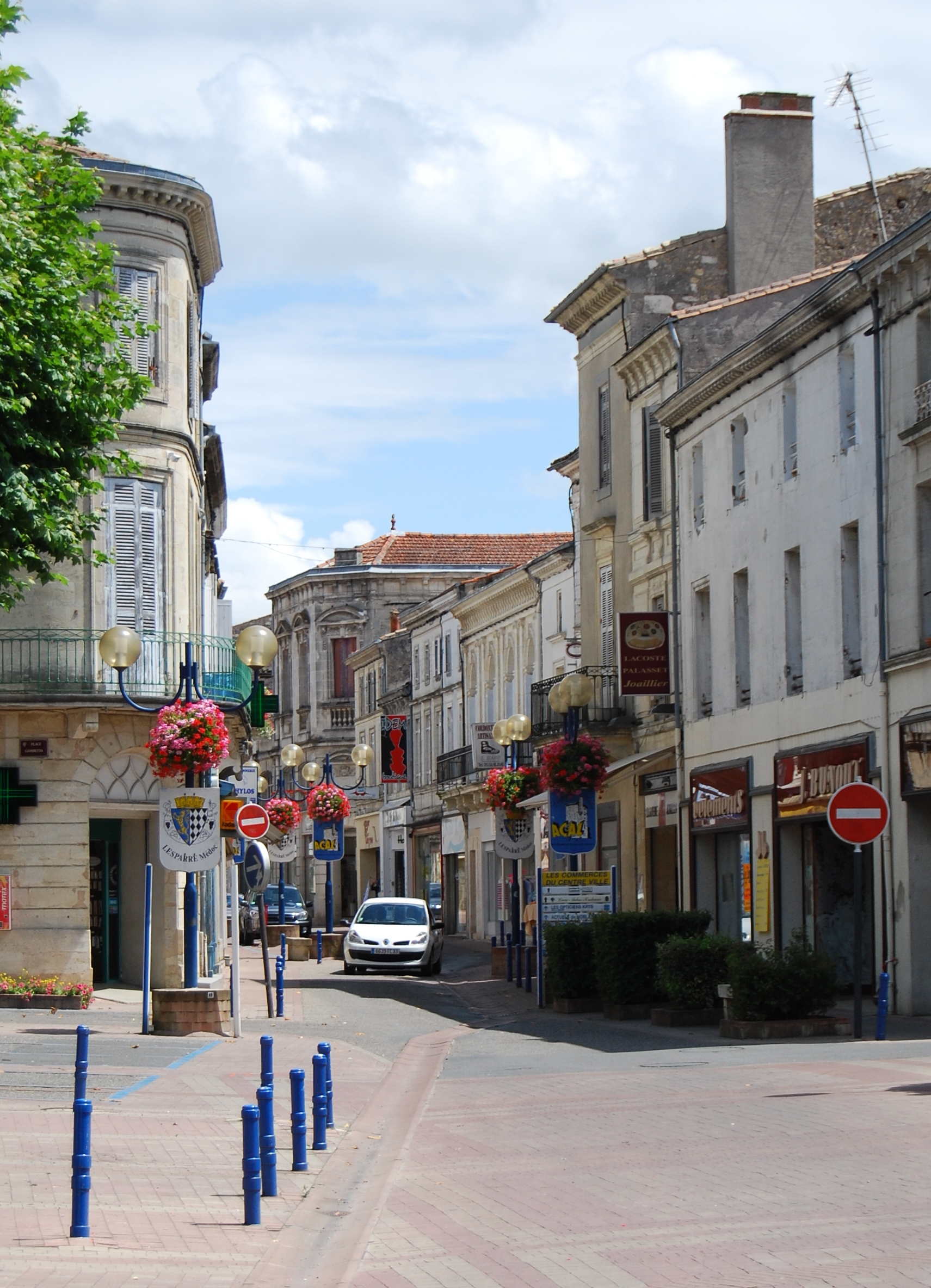
莱斯帕尔梅多克镇中心的让-雅克·卢梭街

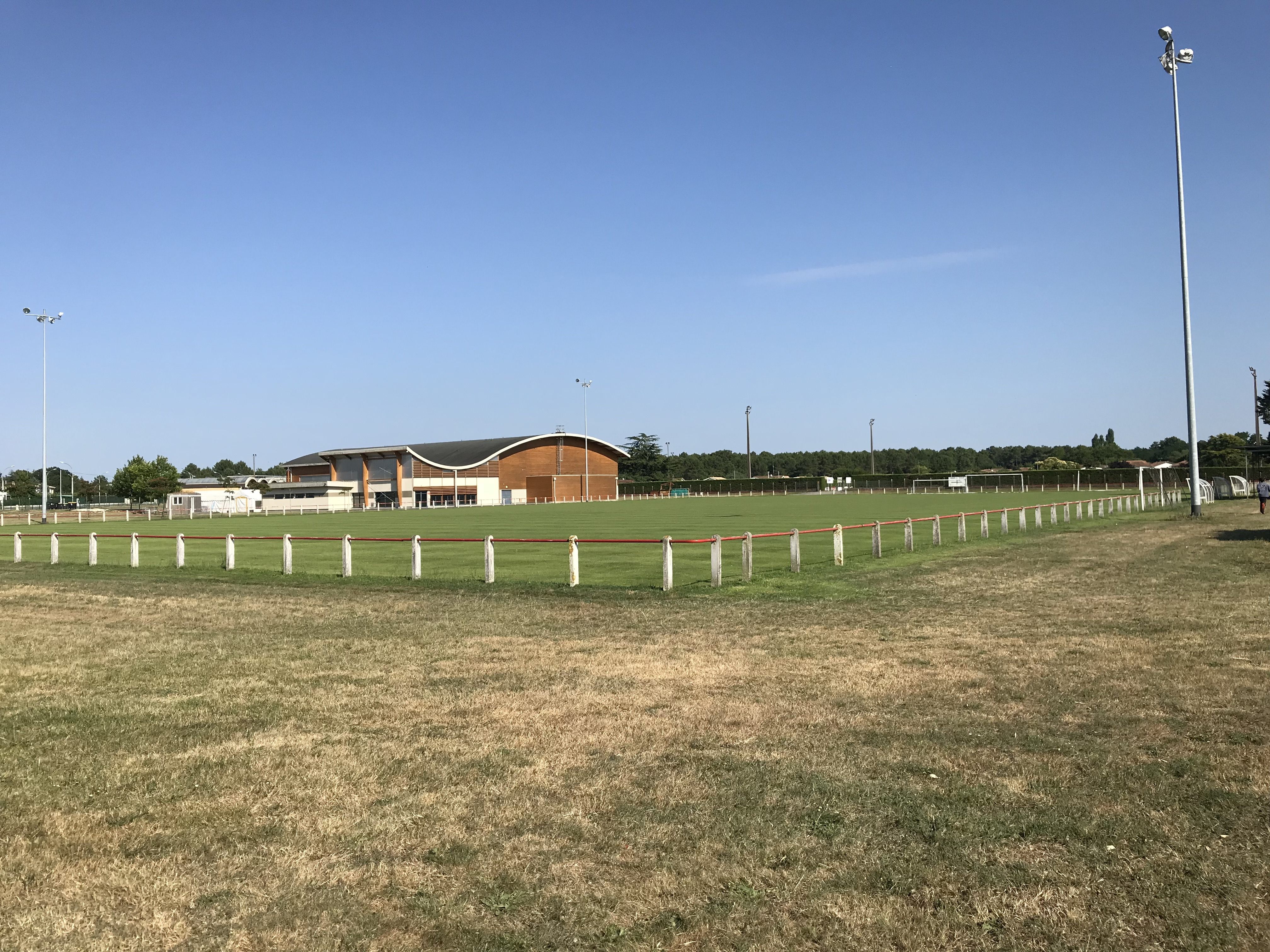
莱斯帕尔梅多克的一处足球场

### 教育
莱斯帕尔梅多克属于波尔多学区。截止2020年1月1日，莱斯帕尔梅多克境内共有2所幼儿园、3所小学、2所初级中学和1所农业高中。2018至2019学年度，莱斯帕尔梅多克境内共有在校中等教育阶段学生800名。

### 医疗
截止2020年1月1日，莱斯帕尔梅多克境内共有全科医生5名、保健师9名、牙医9名、护士19名、眼科医生3名、皮肤科医生1名、助产士1名、儿科医生1名和妇科医生2名。境内共有药房4家、养老院2家、残疾人帮扶中心1家。
梅多克互助诊疗中心（Clinique Mutualiste du Médoc）是当地的一家私立综合性医院，其主病区位于莱斯帕尔梅多克市区。
距离莱斯帕尔梅多克最近的区域性医疗机构为波尔多大学中心医院，其主病区“佩勒格兰医院”（Hôpital de Pellegrin）位于波尔多市区，距离莱斯帕尔梅多克市区的正常车程约70分钟，该院设有床位1,408个，是当地规模最大的公立综合性医院。

### 住房
2018年，莱斯帕尔梅多克境内共有各类住房3,340套，其中75.1%为独立式居民区，23.7%为集中式居民区。常住房屋占莱斯帕尔梅多克市镇范围内居民建筑总量的82.6%。
在住房保障政策方面，2020年，莱斯帕尔梅多克境内共有651户家庭获得了住房经济补助，受益人数占总人口数量的11.2%，其中609份为房租补助。

### 商业
2019年，莱斯帕尔梅多克境内共有各类实体商铺228家，其中餐厅30家、大型超市7家、杂货店3家、面包房3家、肉铺3家、书店5家、装饰品店2家、银行门店9家、美容美发店11家、汽车维修店23家。市区北部建有家乐福超市，东南部则建有E.Leclerc大型购物商场。

### 体育
2020年，莱斯帕尔梅多克境内共有1家游泳池、2间体育馆、5处网球场、1处马术场、1处足球或橄榄球场以及2处篮球或排球场。
截至2022年6月，梅多克-大西洋之心足球俱乐部（FC Coeur Médoc Atlantique，编号582232）是当地唯一的注册足球俱乐部，其主队2022至2023赛季参加新阿基坦大区足球联赛乙组（法国第七级别），其主场为体育公园（Parc des sports）。

### 环境
莱斯帕尔梅多克的环境事务由其所属的梅多克半岛之心市镇公共社区负责。2019年，莱斯帕尔梅多克境内共有1家污染企业。

### 治安
2019年，莱斯帕尔梅多克市镇范围内共有1处宪兵队。
2020年，莱斯帕尔梅多克国家宪兵队（zone gendarmerie de Lesparre-Médoc）的管辖范围内共52个市镇累计发生各类案件4,729起，其中盗窃类案件2,769起，经济类案件592起，毒品交易类案件165起。

## 文化
2020年，莱斯帕尔梅多克境内有1家电影院。莱斯帕尔梅多克市政府提供多媒体中心，每周二至六向公众开放。

### 建筑
莱斯帕尔梅多克境内有多处历史建筑，其中荣誉塔是法国国家文物保护单位，位于镇中心的圣母升天教堂（Église Notre-Dame-de-l'Assomption de Lesparre-Médoc）和圣特雷洛迪教堂（Église Saint-Trélody de Lesparre-Médoc）则是当地的地标性建筑物。

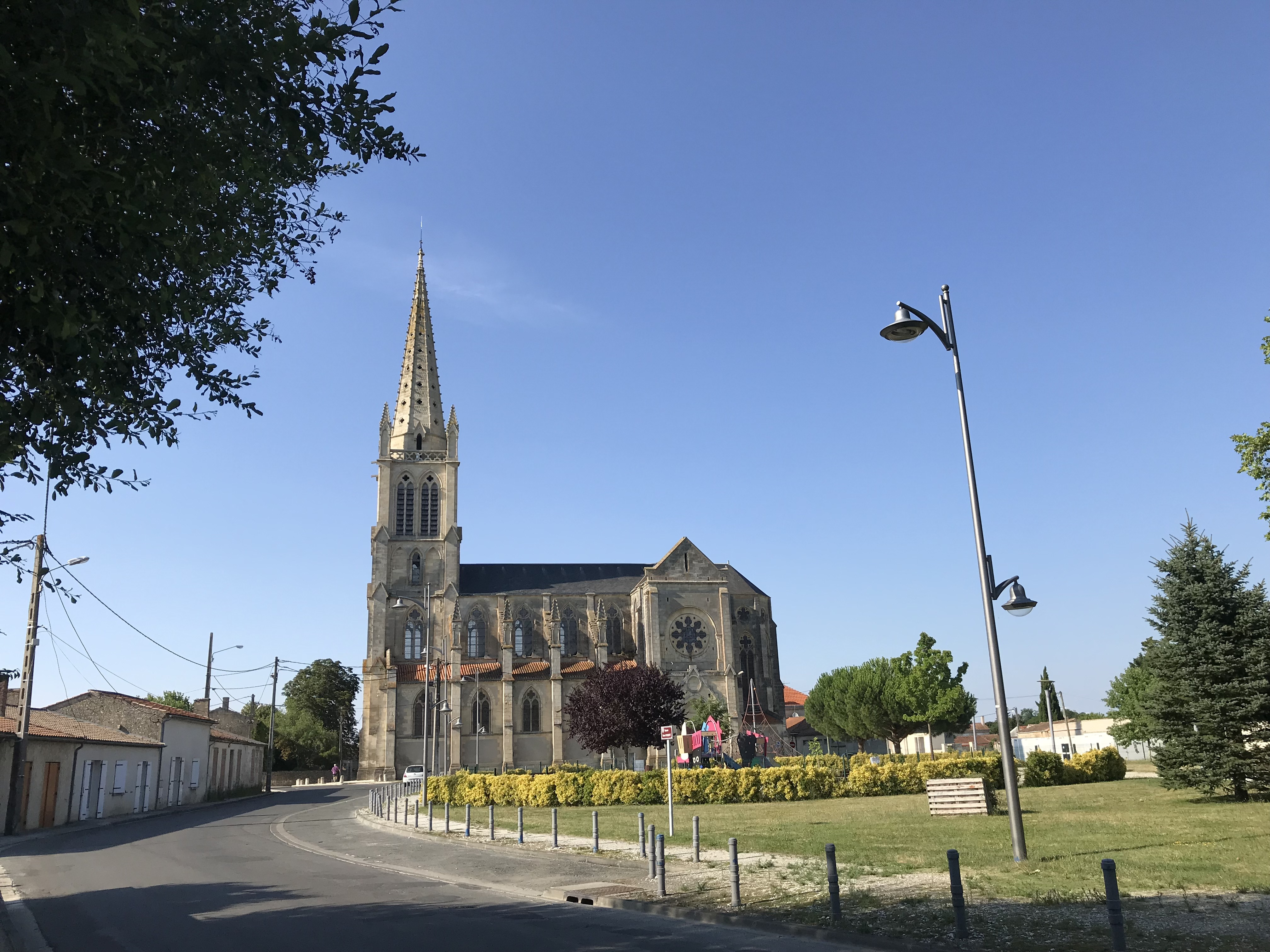
圣母升天教堂
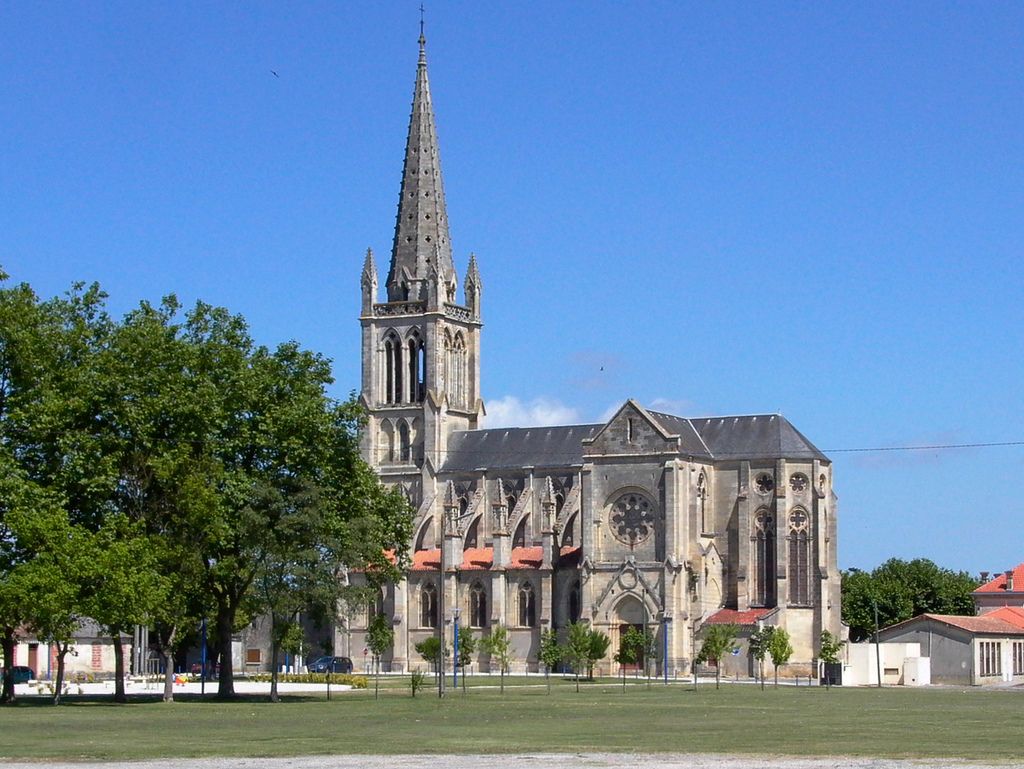
圣特雷洛迪教堂
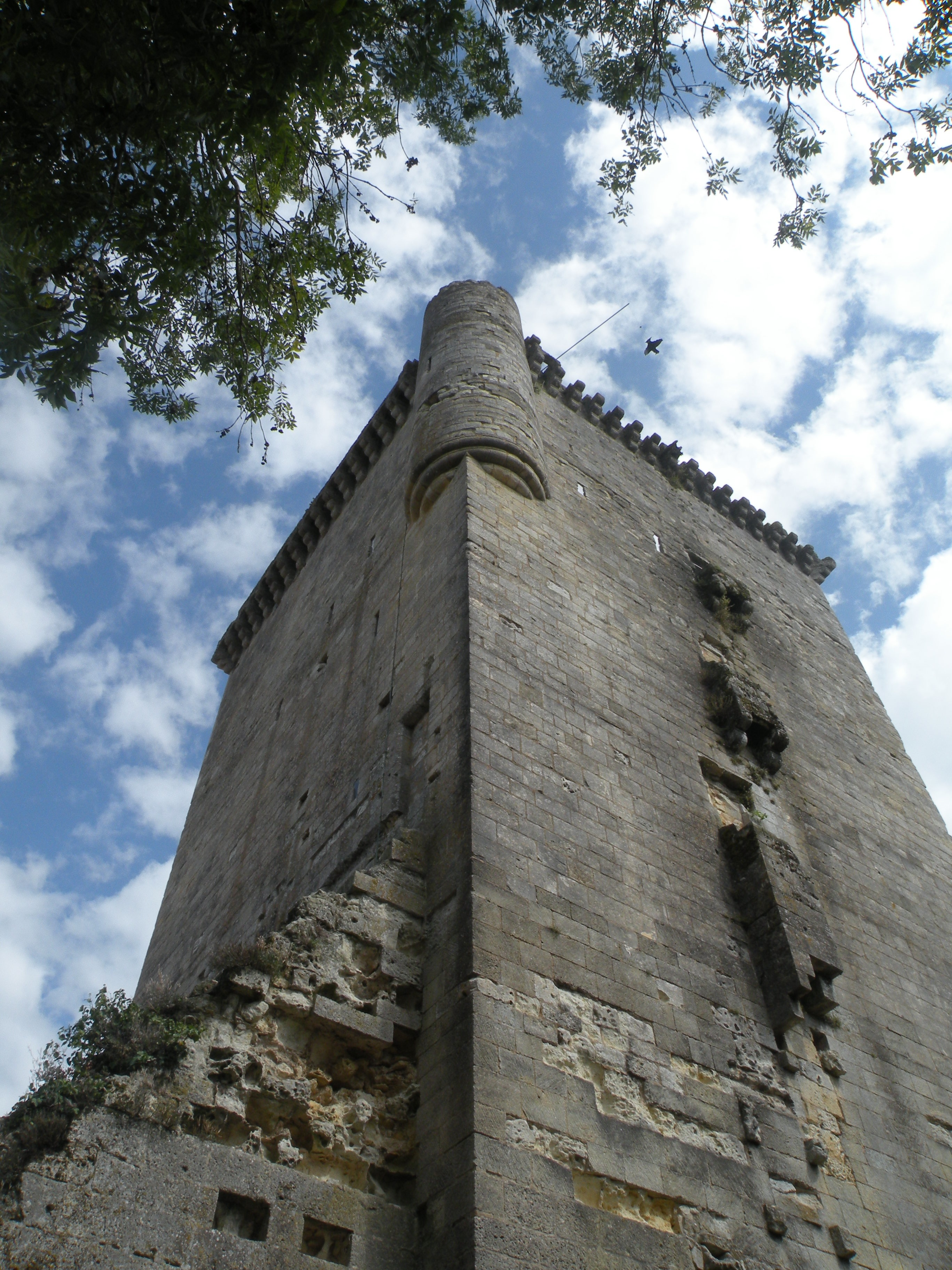
荣誉塔（法语：Tour de l'Honneur）
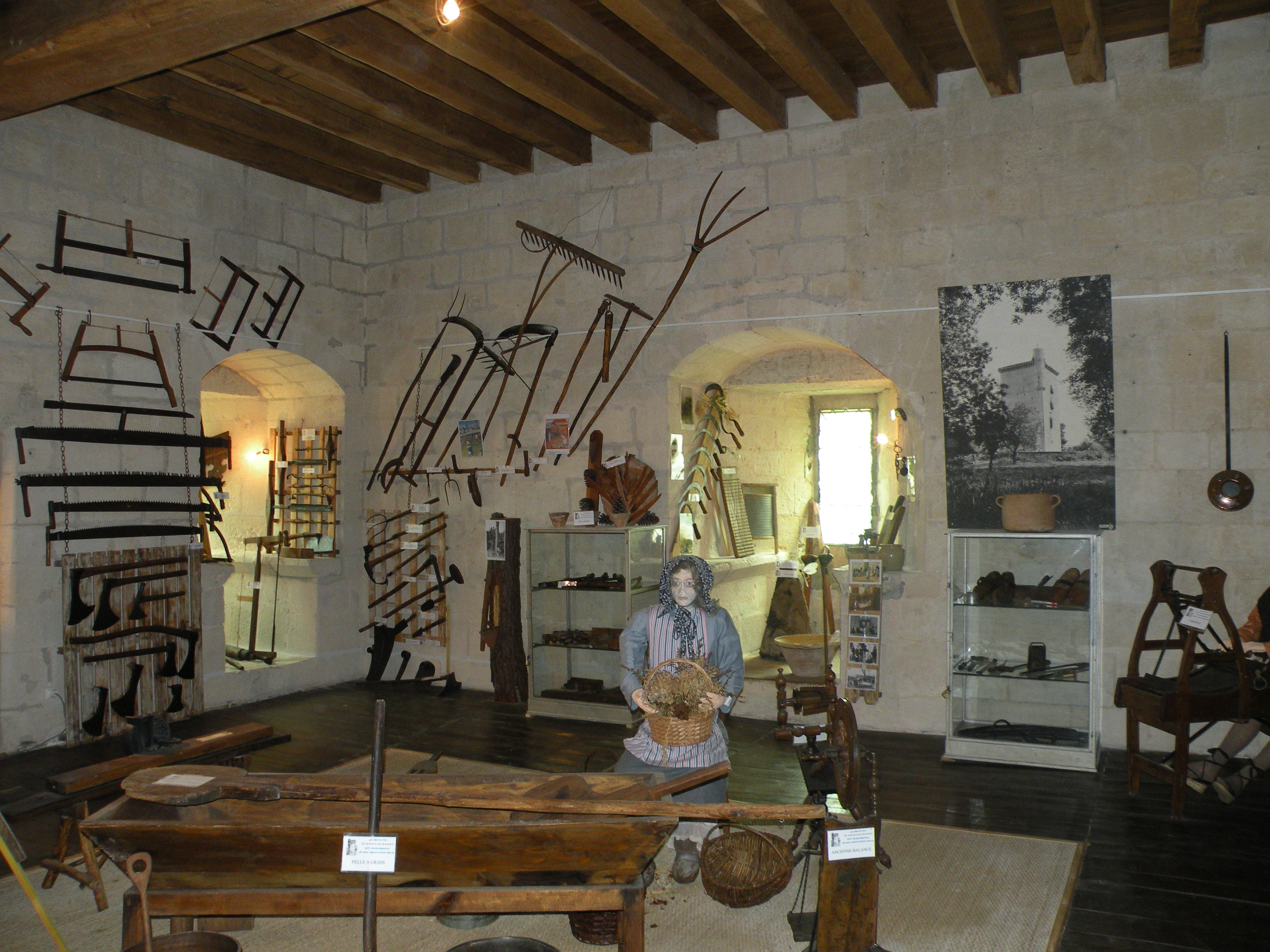
荣誉塔的一个房间
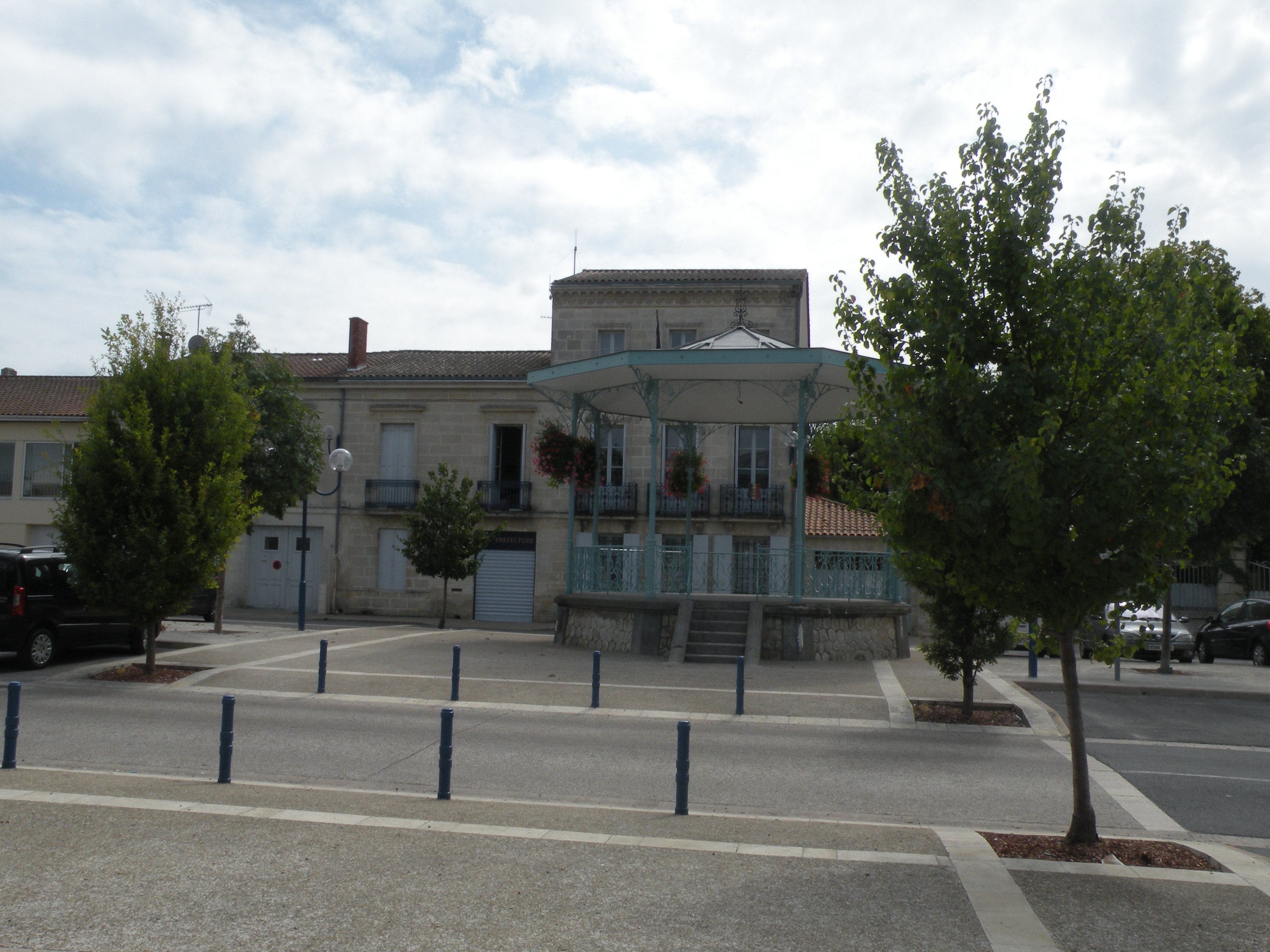
副省政府
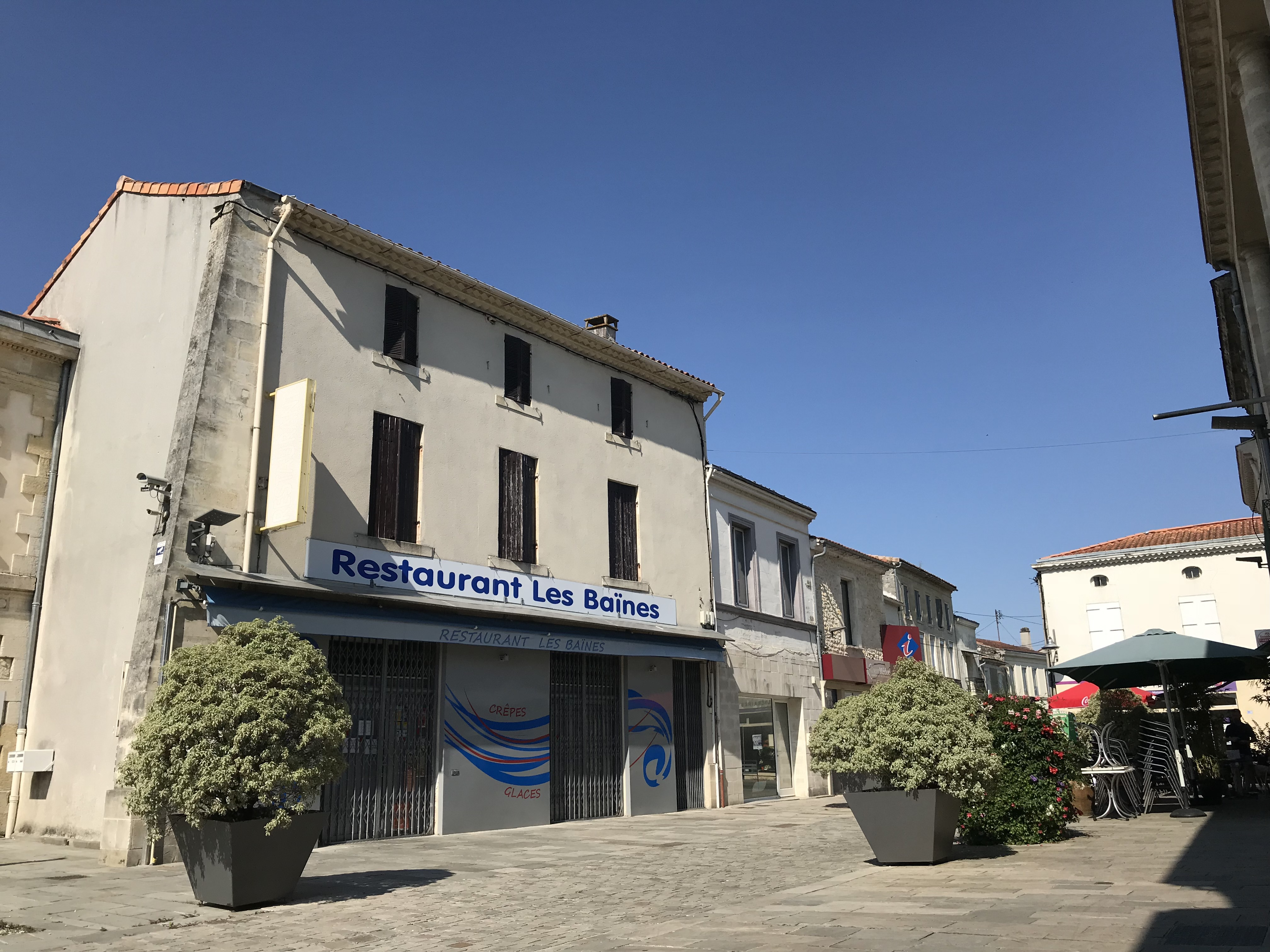
镇中心民居
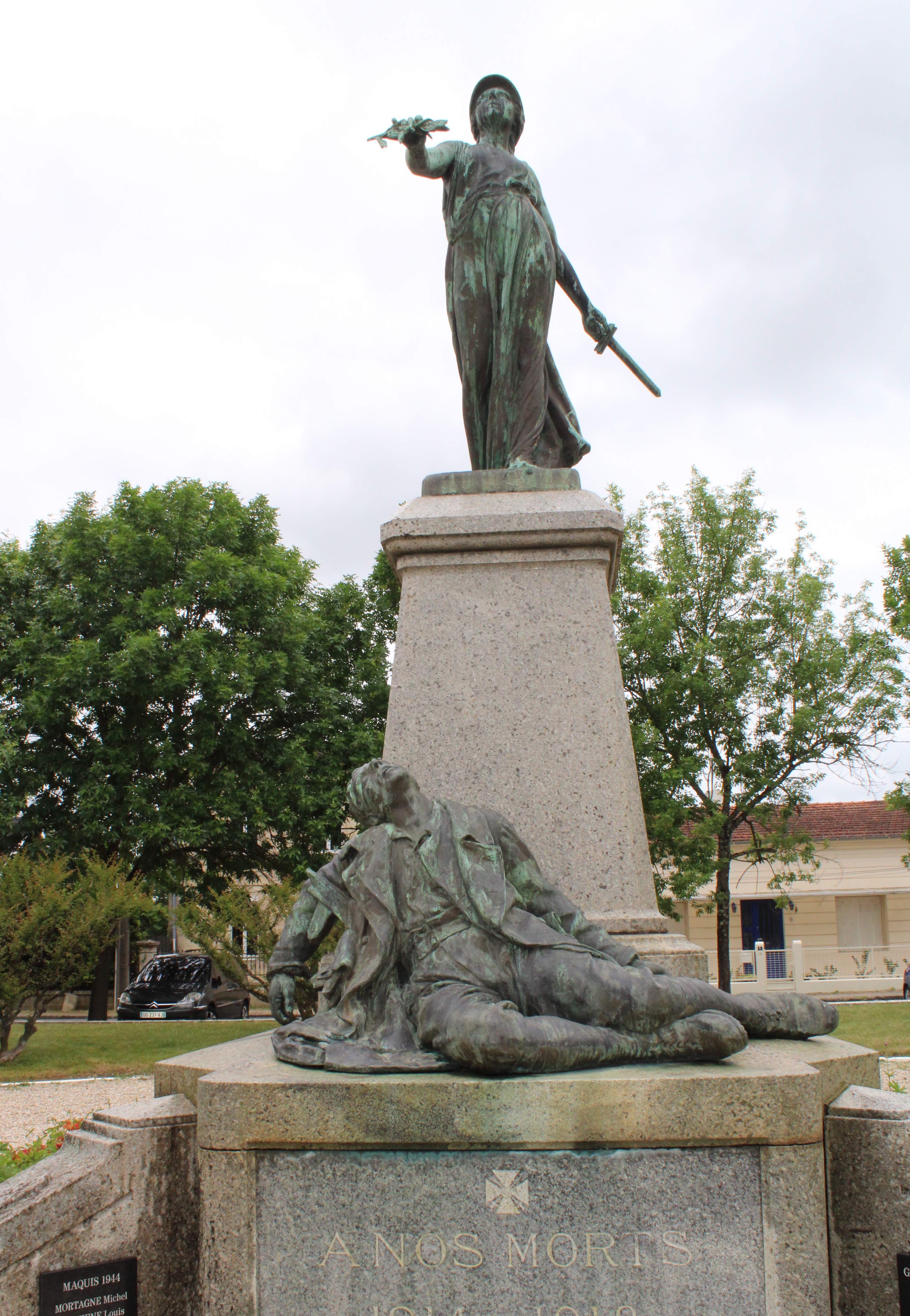
战争纪念碑

### 旅游
莱斯帕尔梅多克的旅游事务由其所属的梅多克半岛之心市镇公共社区负责。2021年，莱斯帕尔梅多克境内共有2家酒店共计35间房间。

### 媒体
法国主要的媒体均可在莱斯帕尔梅多克接收，法国电视三台下属的新阿基坦大区频道在部分时段播出莱斯帕尔梅多克所属区域的地方新闻。《梅多克日报》、《西南报》、蓝色法兰西吉伦特广播、波尔多电视台等是当地主要的地方性媒体。

## 友好城市
截至2022年6月，莱斯帕尔梅多克共与两座城市互为友好城市关系：
- 葡萄牙 奥良
- 英格兰 Drayton